# Freiberger Lebensmittel
Die Freiberger Lebensmittel GmbH ist ein deutsches Unternehmen und ein internationaler Hersteller von gekühlten und tiefgekühlten Produkten mit Hauptsitz in Berlin.
Der Firmenschwerpunkt liegt in der Herstellung von Handelsmarkenprodukten im Segment Tiefkühl- und Kühlpizza sowie Fertiggerichten (Nudelgerichten, Baguettes). Mit weltweit ca. 3800 Mitarbeitern und Werken in Berlin, Muggensturm, Osterweddingen, Burg sowie Oberhofen (Österreich), Westhoughton (Großbritannien) und fünf in den Vereinigten Staaten ist Freiberger nach eigener Aussage weltgrößter Anbieter von Tiefkühlpizza im Segment Handelsmarken.

## Geschichte
Das Unternehmen ging aus einer Pizza-Versandbäckerei mit 20 Mitarbeitern hervor, die Ernst Freiberger, Sohn eines Eiscremeherstellers (Efa-Eiskrem), 1976 übernommen hatte. 1986 wurde die damals größte Pizzafabrik Europas in Berlin-Reinickendorf eröffnet. 1995 folgte die Einführung der Marke „Alberto“.
1991 übernahm Freiberger das Unternehmen Strickler (Baguette-Produktion) in Muggensturm, 2000 PrimAs in Oberhofen, 2003 Stateside Foods Ltd. in Westhoughton (Großbritannien), 2010 das ehemalige Werk von Schwan Foods in Osterweddingen bei Magdeburg und 2017 die Hasa GmbH in Burg bei Magdeburg. Zusätzlich wurde im Dezember 2017 das Unternehmen Richelieu Foods Inc. in den USA akquiriert.
Seit 1998 ist Freiberger eine hundertprozentige Tochter der Südzucker AG, die seit 1989 mit 25,1 % beteiligt war.

## Produktion, Standorte
Zur Firmengruppe der Freiberger Lebensmittel GmbH gehören:
- Vertriebsbüros in Berlin (Deutschland), Spalding (Großbritannien), Lyon (Frankreich) und Warschau (Polen)
- Produktionsstandorte in Berlin, Osterweddingen und Muggensturm (Deutschland) sowie die Tochterunternehmen HASA GmbH in Burg bei Magdeburg (Deutschland) und Prim As Tiefkühlprodukte GmbH in Oberhofen (Österreich)
- Stateside Foods Ltd. in Westhoughton (Großbritannien) produziert ausschließlich Kühlpizzen für den englischen Markt.
- Richelieu Foods Inc. produziert in den USA Pizzen, an den Standorten Wheeling (IL), Beaver Dam (WI) und Washington Court House (OH).

## Marken
Eigene Marken sind u. a. „Alberto“ und „La Pizza“. Darüber hinaus werden Freiberger-Produkte weltweit unter diversen Handelsmarken vertrieben. Seit 2020 vertreibt Freiberger in Kooperation mit Universal Music Group & Brands in Deutschland, Frankreich, Polen und USA Pizzen in Zusammenarbeit mit unterschiedlichen Künstlern.